# 情報ライフサイクル管理
情報ライフサイクル管理（じょうほうライフサイクルかんり、英: Information Lifecycle Management, ILM）は、コンピュータなどのストレージシステムを管理する各種戦略の集合体である。特に以下に述べる4つのストレージ戦略を ILM と呼ぶ。

## 4つの戦略
ILMポリシー
管理プロセスを駆動するストレージと情報のポリシーである。ポリシーはビジネス目標とビジネスドライバーに表れる。従ってポリシーは一般に、ITガバナンス全体や経営、変革管理プロセス、システム可用性と復旧時間の要求、サービス水準合意 (SLA) などのフレームワークと結びついている。
情報管理 (Information Management)
ストレージ管理を容易にするプラクティスで構成される。ILMを誘導する原則、ストレージ管理ツールとプラクティス、データベース管理プラクティス、システム性能とその監視、システム構成、容量計画、ビジネス制御などが含まれる。ビジネス制御には一般に、配賦、原価計算、損益計算などが含まれる。
運用
ILMの運用には、バックアップやデータ保護、ディザスタリカバリでのリストアやリスタート、アーカイブ化と長期保存、データ複製、ストレージ管理にまつわる日々の作業などが含まれる。
基盤（インフラストラクチャ）
ILMの基盤の観点には、論理アーキテクチャと物理アーキテクチャ、ストレージプラットフォームに依存したアプリケーションソフトウェア、データセンターとしての制約などが含まれる。アプリケーションの観点では、製造・テスト・開発が最もILMと関係が深い。

## 定義
情報ライフサイクル管理とは、情報の生成から廃棄までのライフサイクルに渡って、その効率的管理のためのある種のポリシーを適用するプラクティスである。このプラクティスは記録管理・情報管理の専門家らが30年に渡って蓄積してきたもので、紙などの物理的形態の情報（マイクロフィルム、ネガ、写真、録音物、録画物、その他）の管理がその起源である。
ILM は「記録」の最初から最後まで、あらゆる場面を扱う。それは記録（記録管理）の古典的定義による情報一般に適用され、あらゆる情報資産に適用される。情報が存在する間、業務上の取引の文書化や何らかのビジネスニーズを満足することで、情報は記録として認識されるようになる。そういった意味では、ILM は ECM（エンタープライズコンテンツ管理）の包括的アプローチの一部にもなっている。
しかし、一般に「ビジネス」という言葉は非常に広い意味があり、商業活動や企業だけに関わるものではない。多くの記録が企業のビジネスと関係すると思われるが、全てがそうだというわけではない。多くの記録された情報は、履歴上のイベントや重要な時点を文書化するのに役立つ。それは例えば、出生、死亡、医療記録、学歴などである。例えば、eサイエンスはILMに関連して勃興しつつある分野である。
2004年、ITおよびストレージ業界（SNIA）は以下のような幅広い観点で「情報ライフサイクル管理」の新たな定義をする試みを開始した。
- 情報ライフサイクル管理は、情報が生まれてから最終的に処置されるまで、情報のビジネス価値と最も適切かつ費用効果が高いITインフラストラクチャの整合をとるためのポリシー、プロセス、ツールから成る。アプリケーション、メタデータ、情報、データと対応したサービス水準と経営方針を通して、情報とビジネスプロセスの整合が図られる。

## 機能
ビジネス記録において、ライフサイクルを構成する以下のような5つのフェーズと1つの例外がある。
- 作成と受容
- 配布
- 使用
- 保守
- 廃棄

作成と受容とは、記録が生み出される過程である。これには、組織内の様々なレベルで生み出される場合と、外部の情報源から得られる場合がある。例えば、通信文、定型文書、報告書、図、コンピュータの入出力、その他がある。
配布とは、生成・受信した情報を管理する過程である。これには、組織内外への配布が含まれ、ある組織から出て行った情報は、他の組織とのトランザクション（取引）の記録となる。
使用は情報が組織内部で配布された後のことで、ビジネス上の決定を生み出したり、別の活動に繋がっていったり、その他の目的で使われたりする。
保守は情報の管理を意味する。ファイリング、検索、転送などの過程を含む。「ファイリング」という言葉は、情報を所定の保管場所に放り込むことのように思われがちだが、それだけではない。ファイリングは実際には、事前定義された順序で情報を並べ、組織にとって役立つ形のシステムとしてそれを管理することである。情報をファイリングする健全な手法を確立できないと、その検索や使用が不可能になる。情報の転送とは、要求に応え、ファイルを検索し、相手がその情報にアクセスする権限をもっているかを確認した上でアクセスを提供する過程である。ファイルから削除されるまでの間、誰がどんな目的で使ったか、返却されたか、他の人も必要に応じてアクセスできるかなど、情報はその所在を常に監視される。
廃棄は、情報がほとんどアクセスされないか、所定の保存期間が過ぎると実施される。ほとんどアクセスのない記録は、所定の保存期間までは不活性記録ファシリティに移される場合もある。保存期間は、情報管理に関する規制や法令に基づき、その組織が独自に規則を作成する。ただし保存期間には、ビジネス上のニーズやその情報自体の価値なども考慮される。その情報にどんなニーズもなくなり、価値が無くなったと判断された場合、その内容に適した方法で廃棄されるべきである。廃棄方法には、例えば他者がその古い情報にアクセスできないようにするだけの場合もある。
長期記録は、その組織にとって価値が変わらないとされている記録である。25年間保存するとか、無期限または永久的に保存するという場合もある。永久 (permanent) という言葉は政府関係以外ではあまり使わない（一般に不可能と考えられるため）。価値が変わらない記録については、保存期間の間は常にアクセス可能にし続ける必要がある。これは、紙やマイクロフィルムなら比較的簡単で、適切な環境の安全な保管場所を用意すればよい。しかし、電子的記録ではことはそう簡単ではない。電子的記録に固有の懸念として、そのフォーマットや媒体が今後もずっとアクセス可能であり続けるかという問題がある。特に電子媒体には、アクセス機器が入手できなくなる問題の他にも、媒体自体の劣化の問題もある。そのため、アクセス可能であり続けるようにするには、定期的に新たな媒体へ内容をコピーするという方針と手続きを確立しておく必要がある。
例外とは、通常発生しない突発的な問題である。例えば、証拠保全がある。その場合、その記録を廃棄できないように管理システムそのものを改変するよう命じられることがある。